# Abdulaziz al-Omari

Abdulaziz al-Omari

Abdulaziz al-Omari (arabisch عبدالعزيزالعمري, DMG ʿAbd al-ʿAzīz al-ʿUmarī; * 28. Mai 1979 in der Provinz Asir, Saudi-Arabien; † 11. September 2001 in New York City) war ein islamistischer Terrorist.

## Biografie
Über sein Leben und seinen Beruf ist praktisch nichts bekannt. Nach einem Bericht der CIA aus dem Jahre 2003 hatte er einen Studienabschluss der Imam Muhammad Ibn Saud University, war verheiratet und hatte eine Tochter. Am 29. Juni 2001 reiste al-Omari erstmals in die Vereinigten Staaten und lebte längere Zeit in Vero Beach (Florida), wo er einen Flugsimulator der FlightSafety Academy gemeinsam mit Mohand al-Schehri und Said al-Ghamdi benutzte.
Al-Omari gilt als Mitglied der Gruppe von Flugzeugentführern, die bei den Terroranschlägen am 11. September 2001 als erste in das World Trade Center (Nordturm) flog. Hierfür wurde eine Boeing 767-223ER der American-Airlines-Flug 11 als Renegade verwendet. Um 8:46 Uhr schlug dieses absichtlich in das Hochhaus ein; dabei starben 1366 Personen im Gebäude und 92 Insassen des Flugzeugs.
Anführer und späterer Pilot war der Ägypter Mohammed Atta; weitere Helfer an Bord waren die Saudis Walid al-Schehri, Wail al-Schehri und Satam al-Suqami.
Abdulaziz Al-Omari (22 Jahre) und Mohammed Atta (33 Jahre) flogen am frühen Morgen des 11. September vom Flughafen Portland nach Boston und stiegen dort in das Flugzeug um. Al-Omaris Reisepass wurde in einem Gepäckstück am Flughafen in Portland entdeckt, das nicht mit auf den Verbindungsflug nach Boston ging. Insgesamt wurden vier Pässe der Flugzeugentführer des 11. September gefunden.
Noch bis zum 15. September 2001 verdächtigte das FBI aufgrund einer Verwechslung den unbescholtenen Saudi-Araber und Piloten der Saudi Arabian Airlines Abdul Rahman Alomari, der ebenfalls in Vero Beach lebte und dort eine Flugschule besuchte. Alomari war jedoch am Leben, hatte eine Frau und vier Kinder und kehrte bereits kurz vor den Anschlägen in sein Heimatland zurück. Danach wurde der Name des Attentäters hin zu Abdulaziz al-Omari korrigiert.